# Artamus monachus
El artamo cabecinegro (Artamus monachus) es una especie de ave paseriforme en la familia Artamidae endémico de Indonesia.

## Distribución y hábitat
Se encuentra únicamente en las islas de Célebes y las Molucas occidentales. Sus hábitats naturales son los bosques húmedos tropicales tanto de tierras bajas como de montaña.